# Калініна тема
Те́ма Калі́ніна — тема в шаховій композиції. Суть теми — вибір вступного ходу з ряду структурно однакових спроб з структурно однаковими спростуваннями.

## Історія
Цю ідею запропонував російський шаховий композитор Олександр Костянтинович Калінін (11.09.1914 — 09.09.2004).
В білих є ряд спроб, які подібні між собою (за створенням загрози, використанням тактичної ідеї, тощо) і чорні спростовують спроби подібним між собою способом. Лише одна із спроб, подібна до попередніх призводить до успіху.
Ідея дістала назву — тема Калініна.
|   | a | b | c | d | e | f | g | h |   |
| 8 | a8 чорний король · d7 чорний пішак · a6 білий король · d6 білий слон · a3 білий кінь · d3 біла тура · g2 білий пішак · g1 чорна тура | a8 чорний король · d7 чорний пішак · a6 білий король · d6 білий слон · a3 білий кінь · d3 біла тура · g2 білий пішак · g1 чорна тура | a8 чорний король · d7 чорний пішак · a6 білий король · d6 білий слон · a3 білий кінь · d3 біла тура · g2 білий пішак · g1 чорна тура | a8 чорний король · d7 чорний пішак · a6 білий король · d6 білий слон · a3 білий кінь · d3 біла тура · g2 білий пішак · g1 чорна тура | a8 чорний король · d7 чорний пішак · a6 білий король · d6 білий слон · a3 білий кінь · d3 біла тура · g2 білий пішак · g1 чорна тура | a8 чорний король · d7 чорний пішак · a6 білий король · d6 білий слон · a3 білий кінь · d3 біла тура · g2 білий пішак · g1 чорна тура | a8 чорний король · d7 чорний пішак · a6 білий король · d6 білий слон · a3 білий кінь · d3 біла тура · g2 білий пішак · g1 чорна тура | a8 чорний король · d7 чорний пішак · a6 білий король · d6 білий слон · a3 білий кінь · d3 біла тура · g2 білий пішак · g1 чорна тура | 8 |
| 7 | a8 чорний король · d7 чорний пішак · a6 білий король · d6 білий слон · a3 білий кінь · d3 біла тура · g2 білий пішак · g1 чорна тура | a8 чорний король · d7 чорний пішак · a6 білий король · d6 білий слон · a3 білий кінь · d3 біла тура · g2 білий пішак · g1 чорна тура | a8 чорний король · d7 чорний пішак · a6 білий король · d6 білий слон · a3 білий кінь · d3 біла тура · g2 білий пішак · g1 чорна тура | a8 чорний король · d7 чорний пішак · a6 білий король · d6 білий слон · a3 білий кінь · d3 біла тура · g2 білий пішак · g1 чорна тура | a8 чорний король · d7 чорний пішак · a6 білий король · d6 білий слон · a3 білий кінь · d3 біла тура · g2 білий пішак · g1 чорна тура | a8 чорний король · d7 чорний пішак · a6 білий король · d6 білий слон · a3 білий кінь · d3 біла тура · g2 білий пішак · g1 чорна тура | a8 чорний король · d7 чорний пішак · a6 білий король · d6 білий слон · a3 білий кінь · d3 біла тура · g2 білий пішак · g1 чорна тура | a8 чорний король · d7 чорний пішак · a6 білий король · d6 білий слон · a3 білий кінь · d3 біла тура · g2 білий пішак · g1 чорна тура | 7 |
| 6 | a8 чорний король · d7 чорний пішак · a6 білий король · d6 білий слон · a3 білий кінь · d3 біла тура · g2 білий пішак · g1 чорна тура | a8 чорний король · d7 чорний пішак · a6 білий король · d6 білий слон · a3 білий кінь · d3 біла тура · g2 білий пішак · g1 чорна тура | a8 чорний король · d7 чорний пішак · a6 білий король · d6 білий слон · a3 білий кінь · d3 біла тура · g2 білий пішак · g1 чорна тура | a8 чорний король · d7 чорний пішак · a6 білий король · d6 білий слон · a3 білий кінь · d3 біла тура · g2 білий пішак · g1 чорна тура | a8 чорний король · d7 чорний пішак · a6 білий король · d6 білий слон · a3 білий кінь · d3 біла тура · g2 білий пішак · g1 чорна тура | a8 чорний король · d7 чорний пішак · a6 білий король · d6 білий слон · a3 білий кінь · d3 біла тура · g2 білий пішак · g1 чорна тура | a8 чорний король · d7 чорний пішак · a6 білий король · d6 білий слон · a3 білий кінь · d3 біла тура · g2 білий пішак · g1 чорна тура | a8 чорний король · d7 чорний пішак · a6 білий король · d6 білий слон · a3 білий кінь · d3 біла тура · g2 білий пішак · g1 чорна тура | 6 |
| 5 | a8 чорний король · d7 чорний пішак · a6 білий король · d6 білий слон · a3 білий кінь · d3 біла тура · g2 білий пішак · g1 чорна тура | a8 чорний король · d7 чорний пішак · a6 білий король · d6 білий слон · a3 білий кінь · d3 біла тура · g2 білий пішак · g1 чорна тура | a8 чорний король · d7 чорний пішак · a6 білий король · d6 білий слон · a3 білий кінь · d3 біла тура · g2 білий пішак · g1 чорна тура | a8 чорний король · d7 чорний пішак · a6 білий король · d6 білий слон · a3 білий кінь · d3 біла тура · g2 білий пішак · g1 чорна тура | a8 чорний король · d7 чорний пішак · a6 білий король · d6 білий слон · a3 білий кінь · d3 біла тура · g2 білий пішак · g1 чорна тура | a8 чорний король · d7 чорний пішак · a6 білий король · d6 білий слон · a3 білий кінь · d3 біла тура · g2 білий пішак · g1 чорна тура | a8 чорний король · d7 чорний пішак · a6 білий король · d6 білий слон · a3 білий кінь · d3 біла тура · g2 білий пішак · g1 чорна тура | a8 чорний король · d7 чорний пішак · a6 білий король · d6 білий слон · a3 білий кінь · d3 біла тура · g2 білий пішак · g1 чорна тура | 5 |
| 4 | a8 чорний король · d7 чорний пішак · a6 білий король · d6 білий слон · a3 білий кінь · d3 біла тура · g2 білий пішак · g1 чорна тура | a8 чорний король · d7 чорний пішак · a6 білий король · d6 білий слон · a3 білий кінь · d3 біла тура · g2 білий пішак · g1 чорна тура | a8 чорний король · d7 чорний пішак · a6 білий король · d6 білий слон · a3 білий кінь · d3 біла тура · g2 білий пішак · g1 чорна тура | a8 чорний король · d7 чорний пішак · a6 білий король · d6 білий слон · a3 білий кінь · d3 біла тура · g2 білий пішак · g1 чорна тура | a8 чорний король · d7 чорний пішак · a6 білий король · d6 білий слон · a3 білий кінь · d3 біла тура · g2 білий пішак · g1 чорна тура | a8 чорний король · d7 чорний пішак · a6 білий король · d6 білий слон · a3 білий кінь · d3 біла тура · g2 білий пішак · g1 чорна тура | a8 чорний король · d7 чорний пішак · a6 білий король · d6 білий слон · a3 білий кінь · d3 біла тура · g2 білий пішак · g1 чорна тура | a8 чорний король · d7 чорний пішак · a6 білий король · d6 білий слон · a3 білий кінь · d3 біла тура · g2 білий пішак · g1 чорна тура | 4 |
| 3 | a8 чорний король · d7 чорний пішак · a6 білий король · d6 білий слон · a3 білий кінь · d3 біла тура · g2 білий пішак · g1 чорна тура | a8 чорний король · d7 чорний пішак · a6 білий король · d6 білий слон · a3 білий кінь · d3 біла тура · g2 білий пішак · g1 чорна тура | a8 чорний король · d7 чорний пішак · a6 білий король · d6 білий слон · a3 білий кінь · d3 біла тура · g2 білий пішак · g1 чорна тура | a8 чорний король · d7 чорний пішак · a6 білий король · d6 білий слон · a3 білий кінь · d3 біла тура · g2 білий пішак · g1 чорна тура | a8 чорний король · d7 чорний пішак · a6 білий король · d6 білий слон · a3 білий кінь · d3 біла тура · g2 білий пішак · g1 чорна тура | a8 чорний король · d7 чорний пішак · a6 білий король · d6 білий слон · a3 білий кінь · d3 біла тура · g2 білий пішак · g1 чорна тура | a8 чорний король · d7 чорний пішак · a6 білий король · d6 білий слон · a3 білий кінь · d3 біла тура · g2 білий пішак · g1 чорна тура | a8 чорний король · d7 чорний пішак · a6 білий король · d6 білий слон · a3 білий кінь · d3 біла тура · g2 білий пішак · g1 чорна тура | 3 |
| 2 | a8 чорний король · d7 чорний пішак · a6 білий король · d6 білий слон · a3 білий кінь · d3 біла тура · g2 білий пішак · g1 чорна тура | a8 чорний король · d7 чорний пішак · a6 білий король · d6 білий слон · a3 білий кінь · d3 біла тура · g2 білий пішак · g1 чорна тура | a8 чорний король · d7 чорний пішак · a6 білий король · d6 білий слон · a3 білий кінь · d3 біла тура · g2 білий пішак · g1 чорна тура | a8 чорний король · d7 чорний пішак · a6 білий король · d6 білий слон · a3 білий кінь · d3 біла тура · g2 білий пішак · g1 чорна тура | a8 чорний король · d7 чорний пішак · a6 білий король · d6 білий слон · a3 білий кінь · d3 біла тура · g2 білий пішак · g1 чорна тура | a8 чорний король · d7 чорний пішак · a6 білий король · d6 білий слон · a3 білий кінь · d3 біла тура · g2 білий пішак · g1 чорна тура | a8 чорний король · d7 чорний пішак · a6 білий король · d6 білий слон · a3 білий кінь · d3 біла тура · g2 білий пішак · g1 чорна тура | a8 чорний король · d7 чорний пішак · a6 білий король · d6 білий слон · a3 білий кінь · d3 біла тура · g2 білий пішак · g1 чорна тура | 2 |
| 1 | a8 чорний король · d7 чорний пішак · a6 білий король · d6 білий слон · a3 білий кінь · d3 біла тура · g2 білий пішак · g1 чорна тура | a8 чорний король · d7 чорний пішак · a6 білий король · d6 білий слон · a3 білий кінь · d3 біла тура · g2 білий пішак · g1 чорна тура | a8 чорний король · d7 чорний пішак · a6 білий король · d6 білий слон · a3 білий кінь · d3 біла тура · g2 білий пішак · g1 чорна тура | a8 чорний король · d7 чорний пішак · a6 білий король · d6 білий слон · a3 білий кінь · d3 біла тура · g2 білий пішак · g1 чорна тура | a8 чорний король · d7 чорний пішак · a6 білий король · d6 білий слон · a3 білий кінь · d3 біла тура · g2 білий пішак · g1 чорна тура | a8 чорний король · d7 чорний пішак · a6 білий король · d6 білий слон · a3 білий кінь · d3 біла тура · g2 білий пішак · g1 чорна тура | a8 чорний король · d7 чорний пішак · a6 білий король · d6 білий слон · a3 білий кінь · d3 біла тура · g2 білий пішак · g1 чорна тура | a8 чорний король · d7 чорний пішак · a6 білий король · d6 білий слон · a3 білий кінь · d3 біла тура · g2 білий пішак · g1 чорна тура | 1 |
|   | a | b | c | d | e | f | g | h |   |

FEN: k7/3p4/K2B4/8/8/N2R4/6P1/6r1

1. Rb3? Rb1!
1. Rc3? Rc1!
1. Re3? Re1!
1. Rf3? Rf1!
1. Rh3! Rh1! 2.Rh2! Rxh2 3. Sc4 ~ 4. Sb6#

У всіх хибних слідах виникає подібна загроза — біла тура намагається оголосити мат чорному королю на восьмій горизонталі, чорні спростовують загрозу жертвою своєї тури провокуючи пат. В рішенні знову виникає та сама загроза, чорні так само захищаються, але тепер вже білі жертвують свою туру, заманюючи чорних на невигідне для них поле. 